# Аренда
Аренда́ (рос. Аренда) — село у складі Олов'яннинського району Забайкальського краю, Росія. Входить до складу Улятуйського сільського поселення.

## Населення
Населення — 213 осіб (2010; 316 у 2002).
Національний склад (станом на 2002 рік):
- росіяни — 89 %